# Мілітарія

Однострій кінного полку Чорних запорожців 1918

Мілітарія – історичні артефакти, які можуть бути пов'язані зі сферами воєнних дій, військової служби, солдатського побуту та війни. Термін «мілітарія» походить від. лат. militaris «солдат», «військовий», «війна».

## Різновиди
Багато з предметів мілітарії вважаються предметами колекціонування через їхню історичну чи антикварну цінність. Загальний термін «militaria» окреслює велику кількість окремих тем колекціонування, наприклад:
- Холодна зброя (ріжуча та колюча зброя)
- Військова вогнепальна зброя (та боєприпаси)
- Уніформа
- Військова техніка (оптико-технічні прилади)
- Військові головні убори та шоломи (каски сталеві, шоломи з шипами, ківери, кашкети …)
- Нагороди, медалі, уніформа та відзнаки
- Картини та фотографії на військову тематику
- Документи (нагородні посвідчення, військові паспорти, платіжні книжки та ін.)
- Військова література (від військової історії до воєнної поезії і прози)

Важливі колекції мілітарії перебувають в приватних руках колекціонерів і аристократів, а також у численних державних і приватних військових музеях. Через дуже велику тематику більшість приватних колекціонерів мілітарії спеціалізуються на одній галузі (у Німеччині, наприклад, Німецькій імперії, Ваймарській республіці, Третьому Рейху, Національній народній армії), як-от медалі та відзнаки, шоломи, холодна зброя та службова зброя тощо.